# Chelonoidis hoodensis
La tortuga gigante de la Española (Chelonoidis hoodensis) es una especie de tortuga de la familia Testudinidae, endémica de una de las islas que componen el archipiélago de las islas Galápagos, perteneciente a Ecuador. Integra el complejo de especies denominado: Complejo Chelonoidis nigra.

## Distribución
Es una especie endémica de la isla Española, en el archipiélago de las islas Galápagos.

## Taxonomía
Esta especie integra, junto a los otros taxones, el complejo Chelonoidis nigra el que incluye a todas las especies de tortugas nativas de las islas Galápagos. Anteriormente, este taxón y los demás del complejo, eran considerados subespecies de Chelonoidis nigra, pero nuevos estudios permitieron separarlos como especies plenas.

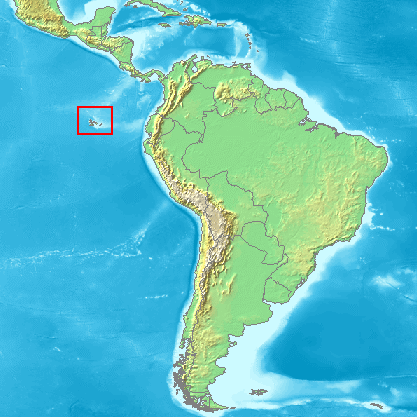
Ubicación del archipiélago de las Galápagos.

## Características
Es una de las especies más pequeñas de tortugas de las Galápagos. Su caparazón es negro, con un borde anterior sólo débilmente en punta, angosto anteriormente, siendo posteriormente más amplio.

## Hábitat
La isla Española posee una superficie de 6000 ha, y una altitud máxima de 206 m s. n. m.; contiene el 0.77 % de la superficie total del archipiélago. Es, con unos 300 millones años, la más antigua de las islas que forman el archipiélago ecuatoriano de las islas Galápagos, siendo originada por levantamiento geológico y no por origen volcánico. La precipitación anual es de sólo 10 mm en años muy secos y de 600 mm en años muy lluviosos. La temperatura media anual es de 23.8 °C.

### Vegetación
Los cactos del género Opuntia cuentan en el archipiélago con 6 especies y 14 subespecies, todas son endémicas, siendo componentes claves de los ecosistemas costeros, áridos y de transición hasta los 200 m s. n. m. Forman parte importante en la dieta de las tortugas terrestres gigantes. En la isla Española son poco comunes los parches de Opuntias adultos, los que están integrados por pocos individuos, especialmente de Opuntia megasperma var. orientalis, y Opuntia galapageia var. galapageia. La cobertura herbácea está integrada por Galactea striata, Galactea tenuiflora, Phaseolus mollis, Rhynchosia minima, entre otras. La cobertura arbórea es dominada por Prosopis juliflora, a quien acompaña Cordia lutea.

## Densidad de tortugas
Se cuantificaron las densidades de la especie en dos sectores del centro de la isla; en «Las Tunas» la población fue estimada en 91 tortugas, con una densidad de 0,65 tortugas/ha. En «El Caco» se estimó una población de 103 animales, con una densidad de 0,74 tortugas/ha. La población total en ambas áreas, incluidos machos, hembras y juveniles, fue de 407 individuos, con una densidad de 1,27 tortugas/ha.

## Alimentación
Se alimenta de frutos silvestres, gramíneas, y cactáceas.

## Publicación original
- Van Denburgh, 1907: Expedition of the California Academy of Sciences to the Galápagos Islands, 1905–1906. I. Preliminary descriptions of four new races of gigantic land tortoises from the Galápagos Islands. Proceedings of the California Academy of Sciences, ser. 4, vol. 1, pp. 1 a 6.

## Etimología
El nombre de la especie alude al nombre en idioma inglés de la isla donde la especie es endémica: Hood.

## Población sobreviviente
La cantidad de ejemplares con que cuenta la especie es de 860 individuos.

## Conservación
Para la IUCN es una especie «En peligro crítico». Las islas Galápagos fueron declaradas parque nacional en 1959, protegiendo así el 97,5 % de la superficie terrestre del archipiélago. El área restante es ocupada por asentamientos humanos que ya existían al tiempo de la declaratoria, los que poseen 25 000 habitantes.
Esta población fue muy fuertemente explotada por balleneros en el siglo XIX, quedando casi extinta ya en el año 1850. Sólo 13 adultos (2 machos y 11 hembras) fueron encontrados en la década de 1970, los cuales fueron llevados a la estación científica Charles Darwin para formar una colonia de cría en cautividad, a quienes se les unió un tercer macho "Diego", que, casualmente, fue descubierto en el zoológico de San Diego.